# PMD 85
PMD 85 — 8-разрядный домашний/учебный компьютер производства компаний Tesla Piešťany (Пьештяни) и Tesla Bratislava (Братислава), в бывшей Чехословакии. Авторы разработки — Roman Kišš и Štefan Tóth из Tesla Piešťany. Впервые компьютер был представлен в 1983 году на выставке «Компьютеризация и автоматизация». Компьютер выпускался с 1985 года и массово поставлялся в словацкие школы; в чешской части страны подобную роль играл компьютер IQ 151.
После Бархатной революции конца 1989 года, и последовавшего за ней открытия рынка, производство было остановлено из-за нерентабельности: по качеству и возможностям PMD 85 не мог конкурировать с зарубежными персональными компьютерами того времени.

## Технические характеристики
- Процессор: MHB8080A на частоте 2,048 МГц
- Память:
  - 48 КБ ОЗУ (в PMD 85-2A и 3 — 64 КБ ОЗУ)
  - 4 КБ ПЗУ (в PMD 85-3 — 8 КБ ПЗУ); ПЗУ содержит системный монитор и программы чтения/записи для магнитофона
- Видео: 288×256 пикселей, каждый пиксел чёрный либо цвет определяемый атрибутами, для горизонтальных полосок 6×1 пикселов атрибутами задаётся один из четырёх цветов
- Клавиатура: 77 клавиш
- Звук: 1-битный
- Интерфейсы:
  - Выход на телевизор (чёрно-белый, в PMD 85-3 — PAL) и компонентный видеовыход
  - Интерфейс магнитофона
  - ИРПС
  - Интерфейс кассеты ПЗУ
  - Две параллельные 8-разрядные шины ввода-вывода
  - Разъём расширения
- Блок питания EA 1605 либо PMD 10

## Видео
Видеопамять занимает 16 КБ, из которых используется только 12 КБ. Каждая из 288 строк экрана занимает 48 последовательных байт, за которыми следует 16 неиспользуемых байт. Каждый байт (из 48 байт строки) содержит 6 пикселов, по биту на пиксел, и 2 бита атрибутов — то есть атрибуты задаются для горизонтальной полоски из 6-ти пикселов.
| 0       | 1       | 2       | 3       | 4       | 5       | 6        | 7        |
| пикселы | пикселы | пикселы | пикселы | пикселы | пикселы | атрибуты | атрибуты |

Атрибуты задают: для ч/б вывода — одну из двух градаций яркости плюс мерцание, для ч/б вывода PMD 85-3 — одну из четырёх градаций яркости, для RGB-выхода — один из четырёх цветов (зелёный, синий, красный, фиолетовый). Сброшенный бит пиксела означает чёрный цвет, установленный бит пиксела — цвет в соответствии с атрибутом.
| 7 | 6 | TV                             | TV — PMD 85-3 | RGB |
| - | - | ------------------------------ | ------------- | --- |
| 0 | 0 | нормальная яркость             |               |     |
| 0 | 1 | уменьшенная яркость            |               |     |
| 1 | 0 | нормальная яркость + мерцание  |               |     |
| 1 | 1 | уменьшенная яркость + мерцание |               |     |

Отдельного текстового режима нет, он эмулируется программно, 25 строк по 48 символов.
Существует несколько схем доработки PMD 85, в частности, схема ColorAce, позволяющая расширить число доступных цветов до 8-ми.

## Модели

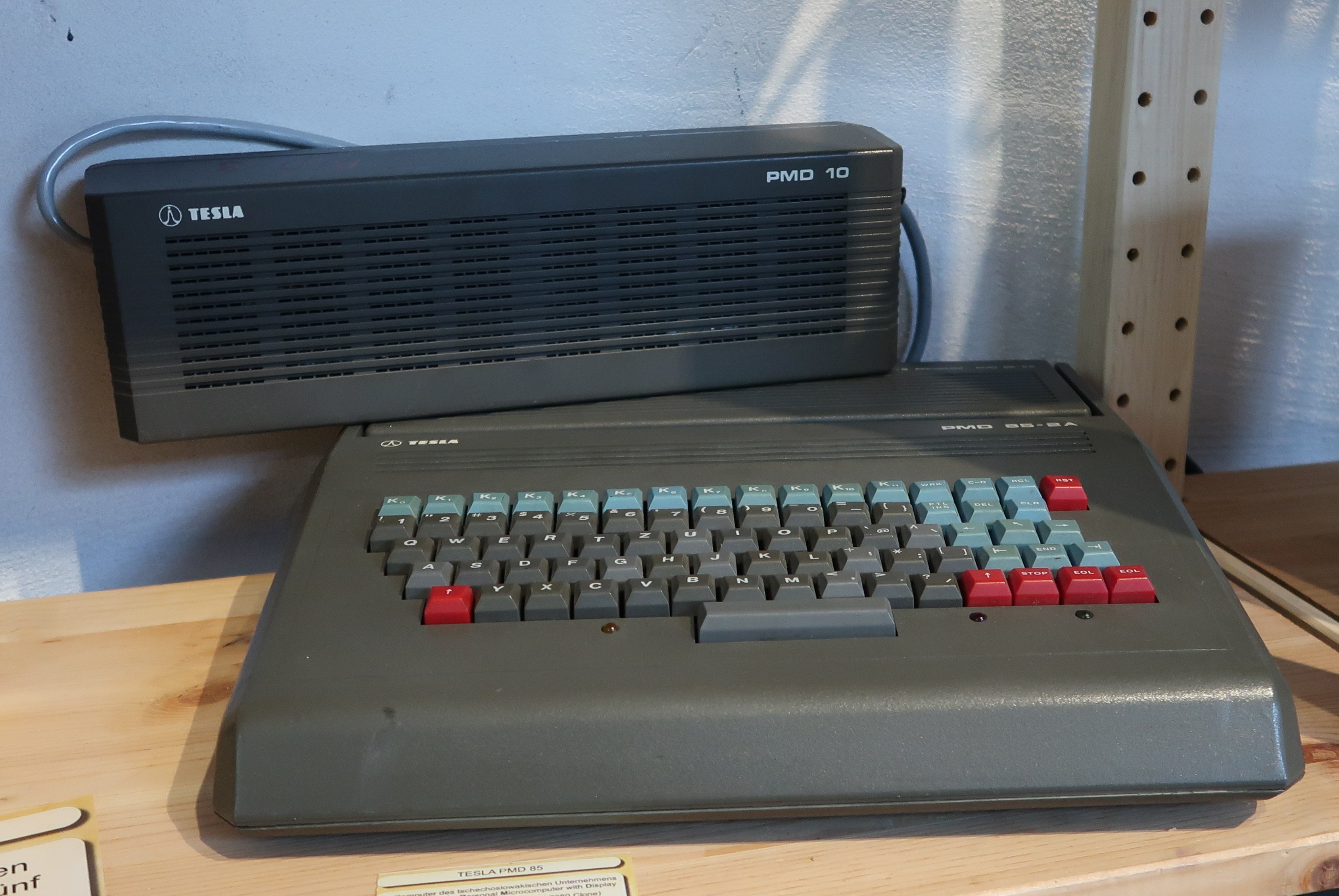
Tesla PMD 85-2A с блоком питания PMD 10

- PMD 85, прототип (1984) — выпускался только на Tesla Piešťany, мало распространён.
- PMD 85-1 (1985) — корпус тёмно-серого цвета, неудобная клавиатура.
- PMD 85-2 (1986) — новый BASIC-G/2.0 с рядом изменений, намного более эргономичная клавиатура, терминальный режим. Четырёхцветный видеовыход, но ТВ-выход только в градациях серого. Некоторые изменения привели к потере совместимости с предыдущими моделями.
- PMD 85-2A (1987) — для памяти использованы чипы на 64 килобит вместо 16, в результате уменьшился перегрев, для BASIC выделялось больше памяти.
- PMD 85-3 (1988) — все 64 КБ ОЗУ стали доступны для программ. BASIC-G/3.0. ТВ-выход также стал цветным. В знакогенератор добавлены символы для чешского и словацкого языков (некоторые версии также с кириллицей).

Также в Чехословакии компанией Didaktik Skalica выпускались клоны PMD 85 — Didaktik Alfa и Didaktik Beta.
На фабрике Zbrojovka Brno в 1989 году выпускался клон PMD 85-2 под названием Consul 2717.
Под влиянием PMD 85-2 Иваном Урда был создан компьютер MAŤO, который выпускался в 1989 году и поставлялся в виде набора для сборки. Устройство памяти и портов ввода-вывода почти полностью совпадало, изменена раскладка клавиатуры и формат записи на магнитную ленту.

## Периферия
К компьютеру подключались следующие периферийные устройства:
- Дисководы:
  - PMD 30 (MFD 85) — 5,25 дюйма, использовалась операционная система MFS (Management File System), занимавшая всего 4 КБ[6]
  - PMD 32 — 5,25 дюйма, процессор MHB 8080; энтузиастами было также создано устройство PMD 32-SD — эмулятор дисковода, использующий SD-карты
- Программаторы: PMD 40, PMD 50
- Мониторы: PMD 60 (чёрно-белый), PMD 60.1 (чёрно-зелёный)
- Интерфейсы локальной сети: PMD 70, 71-A, 71-B, 72
- Магнитофоны: SP 210, SP 210T, M 710A, KZD-1[7]
- Звуковой интерфейс Musica
- Джойстик 4004/482[8]
- Модуль RAOM — ПЗУ + RAM-диск
- Различные принтеры: Center T-85, BT 100, Robotron K 6304, Didaktik Zeta

## Программное обеспечение
ПЗУ компьютера содержит только системный монитор и программы чтения/записи для магнитной ленты. Дополнительные 4 КБ в PMD 85-3 содержат процедуры для работы с контроллером дисковода и тест оборудования.
На кассетах ПЗУ поставлялись: BASIC-G (обычно входил в стандартную комплектацию), Паскаль, Лого.
Для компьютера было создано несколько оригинальных игр, кроме того, ряд игр для ZX Spectrum был адаптирован к особенностям PMD 85, включая: Boulder Dash, Manic Miner, Galaxia, Saboteur! и др.
Также для PMD 85 написаны: ассемблер/дизассемблер DAM, графические редакторы GRED и VEGRAP, редактор спрайтов GREP, текстовый редактор KASWORD, музыкальные редакторы MUSICA и COMPOSER.

## Эмуляция
В настоящее время с работой компьютера можно ознакомиться с помощью эмуляторов:
- Эмулятор от RM-TEAM[11]
- Мультисистемный эмулятор MAME содержит драйвер pmd85
- Эмулятор GPMD85Emulator для Unix, GNU/GPL [12]